# Kvalifikace na Mistrovství světa ve fotbale 1998 (CONMEBOL)
Kvalifikace na Mistrovství světa ve fotbale 1998 zóny CONMEBOL určila 4 účastníky finálového turnaje.
Všichni účastníci utvořili jednu devítičlennou skupinu, kde se utkali dvoukolově každý s každým a první čtveřice postoupila na MS.

## Tabulka
| Poř. | Tým       | Z  | V | R | P  | VG | IG | +/- | B  |
| ---- | --------- | -- | - | - | -- | -- | -- | --- | -- |
| 1    | Argentina | 16 | 8 | 6 | 2  | 23 | 13 | 10  | 30 |
| 2    | Paraguay  | 16 | 9 | 2 | 5  | 21 | 14 | 7   | 29 |
| 3    | Kolumbie  | 16 | 8 | 4 | 4  | 23 | 15 | 8   | 28 |
| 4    | Chile     | 16 | 7 | 4 | 5  | 32 | 18 | 14  | 25 |
| 5    | Peru      | 16 | 7 | 4 | 5  | 19 | 20 | -1  | 25 |
| 6    | Ekvádor   | 16 | 6 | 3 | 7  | 22 | 21 | 1   | 21 |
| 7    | Uruguay   | 16 | 6 | 3 | 7  | 18 | 21 | -3  | 21 |
| 8    | Bolívie   | 16 | 4 | 5 | 7  | 18 | 21 | -3  | 17 |
| 9    | Venezuela | 16 | 0 | 3 | 13 | 8  | 41 | -33 | 3  |

Týmy  Argentina,  Paraguay,  Kolumbie a  Chile postoupily na Mistrovství světa ve fotbale 1998.

## Zápasy

### Kolo 1
| 24. dubna 1996 19:15 |                            |                     |                                                                                |
| Venezuela            | 0 – 2                      | Uruguay             | Estadio Brigido Iriarte, Caracas diváci: 6 839 rozhodčí: Alberto Tejada (Peru) |
|                      | (Report)[nedostupný zdroj] | Otero 54' Poyet 77' | Estadio Brigido Iriarte, Caracas diváci: 6 839 rozhodčí: Alberto Tejada (Peru) |

| 24. dubna 1996 20:00                    |                            |              | |
| Ekvádor                                 | 4 – 1                      | Peru         | Estadio Monumental Isidro Romaro Carbo, Guayaquil diváci: 60 000 rozhodčí: Julio Matto Estoceres (Uruguay) |
| Hurtado 54', 88' Tenorio 65' Gavica 78' | (Report)[nedostupný zdroj] | Palacios 62' | Estadio Monumental Isidro Romaro Carbo, Guayaquil diváci: 60 000 rozhodčí: Julio Matto Estoceres (Uruguay) |

| 24. dubna 1996 21:00 |                            |          |                                                                                           |
| Kolumbie             | 1 – 0                      | Paraguay | Estadio Metropolitano, Barranquilla diváci: 31 600 rozhodčí: Javier Castrilli (Argentina) |
| Asprilla 53'         | (Report)[nedostupný zdroj] |          | Estadio Metropolitano, Barranquilla diváci: 31 600 rozhodčí: Javier Castrilli (Argentina) |

| 24. dubna 1996 21:10         |                            |                |                                                                                         |
| Argentina                    | 3 – 1                      | Bolívie        | Monumental de Nuñez, Buenos Aires diváci: 49 750 rozhodčí: Mario Sanchez Yanten (Chile) |
| Ortega 8', 18' Batistuta 49' | (Report)[nedostupný zdroj] | Baldivieso 42' | Monumental de Nuñez, Buenos Aires diváci: 49 750 rozhodčí: Mario Sanchez Yanten (Chile) |

### Kolo 2
| 2. června 1996 11:30    |                            |           |                                                                                           |
| Ekvádor                 | 2 – 0                      | Argentina | Estadio Olímpico Atahualpa, Quito diváci: 41 500 rozhodčí: Armando Perez Hoyos (Kolumbie) |
| Montaño 51' Hurtado 89' | (Report)[nedostupný zdroj] |           | Estadio Olímpico Atahualpa, Quito diváci: 41 500 rozhodčí: Armando Perez Hoyos (Kolumbie) |

| 2. června 1996 15:35 |                            |                    |                                                                                              |
| Uruguay              | 0 – 2                      | Paraguay           | Estadio Centenario, Montevideo diváci: 44 127 rozhodčí: Marcio Rezende de Freitas (Brazílie) |
|                      | (Report)[nedostupný zdroj] | Arce 10' Rojas 88' | Estadio Centenario, Montevideo diváci: 44 127 rozhodčí: Marcio Rezende de Freitas (Brazílie) |

| 2. června 1996 16:00 |                            |                 |                                                                         |
| Peru                 | 1 – 1                      | Kolumbie        | Estadio Nacional, Lima diváci: 43 345 rozhodčí: Alfredo Rodas (Ekvádor) |
| Reynoso 47'          | (Report)[nedostupný zdroj] | Aristizábal 60' | Estadio Nacional, Lima diváci: 43 345 rozhodčí: Alfredo Rodas (Ekvádor) |

| 2. června 1996 17:00 |                            |            |                                                                                   |
| Venezuela            | 1 – 1                      | Chile      | Estadio La Carolina, Barinas diváci: 8 074 rozhodčí: Epifanio Gonzalez (Paraguay) |
| Guerra 8'            | (Report)[nedostupný zdroj] | Margas 89' | Estadio La Carolina, Barinas diváci: 8 074 rozhodčí: Epifanio Gonzalez (Paraguay) |

### Kolo 3
| 6. července 1996 16:00                |                            |              |                                                                                   |
| Chile                                 | 4 – 1                      | Ekvádor      | Estadio Nacional, Santiago de Chile diváci: 74 905 rozhodčí: Pablo Peña (Bolívie) |
| Zamorano 25', 86' Salas 75' Estay 83' | (Report)[nedostupný zdroj] | Águinaga 73' | Estadio Nacional, Santiago de Chile diváci: 74 905 rozhodčí: Pablo Peña (Bolívie) |

| 7. července 1996 15:30                  |                            |            |                                                                                       |
| Kolumbie                                | 3 – 1                      | Uruguay    | Estadio Metropolitano, Barranquilla diváci: 36 169 rozhodčí: Ruben Ruscio (Argentina) |
| Asprilla 7' Valderrama 20' de Ávila 78' | (Report)[nedostupný zdroj] | Cedrés 57' | Estadio Metropolitano, Barranquilla diváci: 36 169 rozhodčí: Ruben Ruscio (Argentina) |

| 7. července 1996 15:30 |                            |           |                                                                                     |
| Peru                   | 0 – 0                      | Argentina | Estadio Nacional, Lima diváci: 43 675 rozhodčí: Wilson de Souza Mendonça (Brazílie) |
|                        | (Report)[nedostupný zdroj] |           | Estadio Nacional, Lima diváci: 43 675 rozhodčí: Wilson de Souza Mendonça (Brazílie) |

| 7. července 1996 16:00                                                     |                            |               |                                                                                     |
| Bolívie                                                                    | 6 – 1                      | Venezuela     | Estadio Hernando Siles, La Paz diváci: 43 822 rozhodčí: Jose Luis da Rosa (Uruguay) |
| Sandy 4' Etcheverry 41' Baldivieso 61' Coimbra 67' Suarez 78' Paniagua 85' | (Report)[nedostupný zdroj] | Tortolero 65' | Estadio Hernando Siles, La Paz diváci: 43 822 rozhodčí: Jose Luis da Rosa (Uruguay) |

### Kolo 4
| 1. září 1996 11:30 |                            |           |                                                                                  |
| Ekvádor            | 1 – 0                      | Venezuela | Estadio Olímpico Atahualpa, Quito diváci: 36 889 rozhodčí: Carlos Robles (Chile) |
| Águinaga 4'        | (Report)[nedostupný zdroj] |           | Estadio Olímpico Atahualpa, Quito diváci: 36 889 rozhodčí: Carlos Robles (Chile) |

| 1. září 1996 15:00 |                            |      |                                                                                    |
| Bolívie            | 0 – 0                      | Peru | Estadio Hernando Siles, La Paz diváci: 48 304 rozhodčí: Oscar Alvarenga (Paraguay) |
|                    | (Report)[nedostupný zdroj] |      | Estadio Hernando Siles, La Paz diváci: 48 304 rozhodčí: Oscar Alvarenga (Paraguay) |

| 1. září 1996 16:00                 |                            |              | |
| Kolumbie                           | 4 – 1                      | Chile        | Estadio Metropolitano, Barranquilla diváci: 34 000 rozhodčí: Sidrack Marinho dos Santos (Brazílie) |
| Asprilla 3', 31', 47' Bermúdez 43' | (Report)[nedostupný zdroj] | Zamorano 56' | Estadio Metropolitano, Barranquilla diváci: 34 000 rozhodčí: Sidrack Marinho dos Santos (Brazílie) |

| 1. září 1996 18:10 |                            |               |                                                                                                |
| Argentina          | 1 – 1                      | Paraguay      | Monumental de Nuñez, Buenos Aires diváci: 65 500 rozhodčí: Antônio Pereira da Silva (Brazílie) |
| Batistuta 27'      | (Report)[nedostupný zdroj] | Chilavert 47' | Monumental de Nuñez, Buenos Aires diváci: 65 500 rozhodčí: Antônio Pereira da Silva (Brazílie) |

### Kolo 5
| 8. října 1996 20:30 |                            |         |                                                                                     |
| Uruguay             | 1 – 0                      | Bolívie | Estadio Centenario, Montevideo diváci: 60 000 rozhodčí: Paolo Borgosano (Venezuela) |
| Moas 72'            | (Report)[nedostupný zdroj] |         | Estadio Centenario, Montevideo diváci: 60 000 rozhodčí: Paolo Borgosano (Venezuela) |

| 9. října 1996 11:30 |                            |              |                                                                                         |
| Ekvádor             | 0 – 1                      | Kolumbie     | Estadio Olímpico Atahualpa, Quito diváci: 45 000 rozhodčí: Horacio Elizondo (Argentina) |
|                     | (Report)[nedostupný zdroj] | Asprilla 72' | Estadio Olímpico Atahualpa, Quito diváci: 45 000 rozhodčí: Horacio Elizondo (Argentina) |

| 9. října 1996 20:00     |                            |                                                             | |
| Venezuela               | 2 – 5                      | Argentina                                                   | Estadio Polideportivo de Pueblo Nuevo, San Cristóbal diváci: 30 000 rozhodčí: Eduardo Dluzniewski (Uruguay) |
| Savarese 7' Dudamel 87' | (Report)[nedostupný zdroj] | Ortega 35' Sorín 65' Simeone 77' Morales 86' Albornoz 90+1' | Estadio Polideportivo de Pueblo Nuevo, San Cristóbal diváci: 30 000 rozhodčí: Eduardo Dluzniewski (Uruguay) |

| 9. října 1996 21:00      |                            |            |                                                                                       |
| Paraguay                 | 2 – 1                      | Chile      | Estadio Defensores del Chaco, Asunción diváci: 45 000 rozhodčí: Oscar Ruiz (Kolumbie) |
| Gamarra 24' Rivarola 63' | (Report)[nedostupný zdroj] | Margas 22' | Estadio Defensores del Chaco, Asunción diváci: 45 000 rozhodčí: Oscar Ruiz (Kolumbie) |

### Kolo 6
| 10. listopadu 1996 15:00 |                            |                      |                                                                                |
| Bolívie                  | 2 – 2                      | Kolumbie             | Estadio Hernando Siles, La Paz diváci: 43 173 rozhodčí: Jose Villamonte (Peru) |
| Sandy 15' Moreno 44'     | (Report)[nedostupný zdroj] | Serna 40' Rincón 54' | Estadio Hernando Siles, La Paz diváci: 43 173 rozhodčí: Jose Villamonte (Peru) |

| 10. listopadu 1996 15:30                 |                            |           |                                                                       |
| Peru                                     | 4 – 1                      | Venezuela | Estadio Nacional, Lima diváci: 31 036 rozhodčí: René Ortubé (Bolívie) |
| Reynoso 4' Julinho 21' Palacios 49', 83' | (Report)[nedostupný zdroj] | Díaz 78'  | Estadio Nacional, Lima diváci: 31 036 rozhodčí: René Ortubé (Bolívie) |

| 10. listopadu 1996 18:00 |                            |         |                                                                                            |
| Paraguay                 | 1 – 0                      | Ekvádor | Estadio Defensores del Chaco, Asunción diváci: 31 002 rozhodčí: Daniel Gimenez (Argentina) |
| Benítez 24'              | (Report)[nedostupný zdroj] |         | Estadio Defensores del Chaco, Asunción diváci: 31 002 rozhodčí: Daniel Gimenez (Argentina) |

| 12. listopadu 1996 21:30 |                            |         |                                                                                      |
| Chile                    | 1 – 0                      | Uruguay | Estadio Nacional, Santiago de Chile diváci: 73 547 rozhodčí: Angel Guevara (Ekvádor) |
| Salas 60'                | (Report)[nedostupný zdroj] |         | Estadio Nacional, Santiago de Chile diváci: 73 547 rozhodčí: Angel Guevara (Ekvádor) |

### Kolo 7
| 15. prosince 1996 15:00 |                            |          |                                                                                   |
| Bolívie                 | 0 – 0                      | Paraguay | Estadio Hernando Siles, La Paz diváci: 41 076 rozhodčí: Jose Luis Parra (Uruguay) |
|                         | (Report)[nedostupný zdroj] |          | Estadio Hernando Siles, La Paz diváci: 41 076 rozhodčí: Jose Luis Parra (Uruguay) |

| 15. prosince 1996 16:00 |                            |                            |                                                                                     |
| Venezuela               | 0 – 2                      | Kolumbie                   | Estadio Pueblo Nuevo, San Cristóbal diváci: 25 000 rozhodčí: Eduardo Gamboa (Chile) |
|                         | (Report)[nedostupný zdroj] | Bermudez 7' Valenciano 50' | Estadio Pueblo Nuevo, San Cristóbal diváci: 25 000 rozhodčí: Eduardo Gamboa (Chile) |

| 15. prosince 1996 20:00 |                            |             |                                                                                    |
| Argentina               | 1 – 1                      | Chile       | Estadio Monumental, Buenos Aires diváci: 59 970 rozhodčí: Ubaldo Aquino (Paraguay) |
| Batistuta 76'           | (Report)[nedostupný zdroj] | Cornejo 52' | Estadio Monumental, Buenos Aires diváci: 59 970 rozhodčí: Ubaldo Aquino (Paraguay) |

| 15. prosince 1996 21:15   |                            |      |                                                                                |
| Uruguay                   | 2 – 0                      | Peru | Estadio Centenario, Montevideo diváci: 42 630 rozhodčí: Felipe Paez (Kolumbie) |
| Montero 2' Bengoechea 38' | (Report)[nedostupný zdroj] |      | Estadio Centenario, Montevideo diváci: 42 630 rozhodčí: Felipe Paez (Kolumbie) |

### Kolo 8
| 12. ledna 1997 11:30 |                            |                       |                                                                                       |
| Venezuela            | 0 – 2                      | Paraguay              | Estadio Guillermo Soto Rosa, Mérida diváci: 7 981 rozhodčí: Ángel Sánchez (Argentina) |
|                      | (Report)[nedostupný zdroj] | Benítez 6' Enciso 62' | Estadio Guillermo Soto Rosa, Mérida diváci: 7 981 rozhodčí: Ángel Sánchez (Argentina) |

| 12. ledna 1997 15:00     |                            |         |                                                                               |
| Bolívie                  | 2 – 0                      | Ekvádor | Estadio Hernando Siles, La Paz diváci: 39 968 rozhodčí: Oscar Ruiz (Kolumbie) |
| Moreno 7' Etcheverry 12' | (Report)[nedostupný zdroj] |         | Estadio Hernando Siles, La Paz diváci: 39 968 rozhodčí: Oscar Ruiz (Kolumbie) |

| 12. ledna 1997 16:00     |                            |              |                                                                              |
| Peru                     | 2 – 1                      | Chile        | Estadio Nacional (Lima), Lima diváci: 35 373 rozhodčí: José Varela (Uruguay) |
| Maestri 15' Palacios 34' | (Report)[nedostupný zdroj] | Zamorano 88' | Estadio Nacional (Lima), Lima diváci: 35 373 rozhodčí: José Varela (Uruguay) |

| 12. ledna 1997 21:30 |                            |           |                                                                                   |
| Uruguay              | 0 – 0                      | Argentina | Estadio Centenario, Montevideo diváci: 62 000 rozhodčí: Márcio Rezende (Brazílie) |
|                      | (Report)[nedostupný zdroj] |           | Estadio Centenario, Montevideo diváci: 62 000 rozhodčí: Márcio Rezende (Brazílie) |

### Kolo 9
| 12. února 1997 11:30                          |                            |         |                                                                                         |
| Ekvádor                                       | 4 – 0                      | Uruguay | Estadio Olimpico Atahualpa, Quito diváci: 18 000 rozhodčí: Javier Castrilli (Argentina) |
| Aguinaga 6' Delgado 68', 76' Kleber Chala 87' | (Report)[nedostupný zdroj] |         | Estadio Olimpico Atahualpa, Quito diváci: 18 000 rozhodčí: Javier Castrilli (Argentina) |

| 12. února 1997 15:00 |                            |              |                                                                                |
| Bolívie              | 1 – 1                      | Chile        | Estadio Hernando Siles, La Paz diváci: 41 908 rozhodčí: Alberto Noriega (Peru) |
| Soria 28'            | (Report)[nedostupný zdroj] | González 44' | Estadio Hernando Siles, La Paz diváci: 41 908 rozhodčí: Alberto Noriega (Peru) |

| 12. února 1997 16:00 |                            |           |                                                                                                  |
| Kolumbie             | 0 – 1                      | Argentina | Estadio Metropolitano, Barranquilla diváci: 47 000 rozhodčí: Antônio Pereira da Silva (Brazílie) |
|                      | (Report)[nedostupný zdroj] | López 10' | Estadio Metropolitano, Barranquilla diváci: 47 000 rozhodčí: Antônio Pereira da Silva (Brazílie) |

| 12. února 1997 22:00   |                            |            |                                                                                              |
| Paraguay               | 2 – 1                      | Peru       | Estadio Defensores del Chaco, Asunción diváci: 32 000 rozhodčí: Mario Sanchez Yanten (Chile) |
| Rivarola 12' Rojas 40' | (Report)[nedostupný zdroj] | Pereda 33' | Estadio Defensores del Chaco, Asunción diváci: 32 000 rozhodčí: Mario Sanchez Yanten (Chile) |

### Kolo 10
| 2. dubna 1997 16:10     |                            |              |                                                                                    |
| Bolívie                 | 2 – 1                      | Argentina    | Estadio Hernando Siles, La Paz diváci: 44 372 rozhodčí: Sidrack Marinho (Brazílie) |
| Sandy 8' Ochoaizpur 48' | (Report)[nedostupný zdroj] | Gorosito 41' | Estadio Hernando Siles, La Paz diváci: 44 372 rozhodčí: Sidrack Marinho (Brazílie) |

| 2. dubna 1997 20:00 |                            |              |                                                                            |
| Peru                | 1 – 1                      | Ekvádor      | Estadio Nacional, Lima diváci: 42 299 rozhodčí: John Toro Redon (Kolumbie) |
| Palacios 58'        | (Report)[nedostupný zdroj] | Aguinaga 78' | Estadio Nacional, Lima diváci: 42 299 rozhodčí: John Toro Redon (Kolumbie) |

| 2. dubna 1997 20:30                     |                            |               |                                                                               |
| Uruguay                                 | 3 – 1                      | Venezuela     | Estadio Centenario, Montevideo diváci: 37 000 rozhodčí: René Ortube (Bolívie) |
| De Los Santos 29' Montero 46' Otero 59' | (Report)[nedostupný zdroj] | Castellín 55' | Estadio Centenario, Montevideo diváci: 37 000 rozhodčí: René Ortube (Bolívie) |

| 2. dubna 1997 21:00 |                            |           | |
| Paraguay            | 2 – 1                      | Kolumbie  | Estadio Defensores del Chaco, Asunción diváci: 37 297 rozhodčí: Wilson de Souza Mendonça (Brazílie) |
| Soto 82'            | (Report)[nedostupný zdroj] | Serna 80' | Estadio Defensores del Chaco, Asunción diváci: 37 297 rozhodčí: Wilson de Souza Mendonça (Brazílie) |

### Kolo 11
| 29. dubna 1997 21:15                       |                            |           | |
| Chile                                      | 6 – 0                      | Venezuela | Estadio Monumental David Arellano, Santiago de Chile diváci: 42 034 rozhodčí: Gilberto Alcalá (Mexiko) |
| Zamorano 19', 27', 32', 47', 85' Reyes 66' | (Report)[nedostupný zdroj] |           | Estadio Monumental David Arellano, Santiago de Chile diváci: 42 034 rozhodčí: Gilberto Alcalá (Mexiko) |

| 30. dubna 1997 21:10  |                            |              | |
| Argentina             | 2 – 1                      | Ekvádor      | Estadio Antonio V. Liberti, Buenos Aires diváci: 62 300 rozhodčí: Félix Ramón Benegas Caballero (Paraguay) |
| Ortega 18' Crespo 30' | (Report)[nedostupný zdroj] | Aguinaga 73' | Estadio Antonio V. Liberti, Buenos Aires diváci: 62 300 rozhodčí: Félix Ramón Benegas Caballero (Paraguay) |

| 30. dubna 1997 21:00                  |                            |           | |
| Paraguay                              | 3 – 1                      | Uruguay   | Estadio Defensores del Chaco, Asunción diváci: 34 101 rozhodčí: Antônio Pereira Da Silva (Brazílie) |
| Rojas 37' Cardozo 73' Soto 83' (pen.) | (Report)[nedostupný zdroj] | Silva 87' | Estadio Defensores del Chaco, Asunción diváci: 34 101 rozhodčí: Antônio Pereira Da Silva (Brazílie) |

| 30. dubna 1997 21:00 |                            |            |                                                                                                   |
| Kolumbie             | 0 – 1                      | Peru       | Estadio Metropolitano, Barranquilla diváci: 22 172 rozhodčí: Márcio Rezende de Freitas (Brazílie) |
|                      | (Report)[nedostupný zdroj] | Pereda 62' | Estadio Metropolitano, Barranquilla diváci: 22 172 rozhodčí: Márcio Rezende de Freitas (Brazílie) |

### Kolo 12
| 8. června 1997 11:30 |                            |           |                                                                                              |
| Ekvádor              | 1 – 1                      | Chile     | Estadio Olímpico Atahualpa, Quito diváci: 42 225 rozhodčí: Benito Armando Archundia (Mexiko) |
| Graziani 43'         | (Report)[nedostupný zdroj] | Salas 53' | Estadio Olímpico Atahualpa, Quito diváci: 42 225 rozhodčí: Benito Armando Archundia (Mexiko) |

| 8. června 1997 18:10   |                            |      | |
| Argentina              | 2 – 0                      | Peru | Estadio Antonio V. Liberti, Buenos Aires diváci: 56 069 rozhodčí: Claudio Vinicius Cerdeira (Brazílie) |
| Crespo 30' Simeone 46' | (Report)[nedostupný zdroj] |      | Estadio Antonio V. Liberti, Buenos Aires diváci: 56 069 rozhodčí: Claudio Vinicius Cerdeira (Brazílie) |

| 8. června 1997 15:30 |                            |            |                                                                                             |
| Uruguay              | 1 – 1                      | Kolumbie   | Estadio Centenario, Montevideo diváci: 37 200 rozhodčí: Francisco Mourao Dacildo (Brazílie) |
| Silva 6'             | (Report)[nedostupný zdroj] | Ricard 47' | Estadio Centenario, Montevideo diváci: 37 200 rozhodčí: Francisco Mourao Dacildo (Brazílie) |

| 8. června 1997 16:00 |                            |              |                                                                                               |
| Venezuela            | 1 – 1                      | Bolívie      | Estadio Luis Loreto Lira, Valera diváci: 3 352 rozhodčí: Márcio Rezende de Freitas (Brazílie) |
| Savarese 70'         | (Report)[nedostupný zdroj] | Castillo 80' | Estadio Luis Loreto Lira, Valera diváci: 3 352 rozhodčí: Márcio Rezende de Freitas (Brazílie) |

### Kolo 13
| 5. července 1997 20:30                  |                            |            |                                                                                          |
| Chile                                   | 4 – 1                      | Kolumbie   | Estadio Nacional, Santiago de Chile diváci: 75 617 rozhodčí: Paolo Borgozano (Venezuela) |
| Salas 16', 26', 41' Zamorano 90' (pen.) | (Report)[nedostupný zdroj] | Ricard 52' | Estadio Nacional, Santiago de Chile diváci: 75 617 rozhodčí: Paolo Borgozano (Venezuela) |

| 6. července 1997 15:15 |                            |                        |                                                                                              |
| Paraguay               | 1 – 2                      | Argentina              | Defensores del Chaco, Asunción diváci: 30 000 rozhodčí: Márcio Rezende de Freitas (Brazílie) |
| Acuña 59'              | (Report)[nedostupný zdroj] | Gallardo 30' Verón 41' | Defensores del Chaco, Asunción diváci: 30 000 rozhodčí: Márcio Rezende de Freitas (Brazílie) |

| 6. července 1997 15:30 |                            |               |                                                                            |
| Peru                   | 2 – 1                      | Bolívie       | Estadio Nacional, Lima diváci: 31 489 rozhodčí: Wilson Mendonça (Brazílie) |
| Carty 9' Soto 53'      | (Report)[nedostupný zdroj] | Cristaldo 56' | Estadio Nacional, Lima diváci: 31 489 rozhodčí: Wilson Mendonça (Brazílie) |

| 6. července 1997 16:00 |                            |             |                                                                                       |
| Venezuela              | 1 – 1                      | Ekvádor     | Estadio José Pachencho Romaro, Maracaibo diváci: 4 729 rozhodčí: Arturo Angeles (USA) |
| Miranda 75'            | (Report)[nedostupný zdroj] | Hurtado 55' | Estadio José Pachencho Romaro, Maracaibo diváci: 4 729 rozhodčí: Arturo Angeles (USA) |

### Kolo 14
| 20. července 1997 18:10 |                            |           |                                                                                              |
| Argentina               | 2 – 0                      | Venezuela | Estadio Antonio V. Liberti, Buenos Aires diváci: 48 000 rozhodčí: Wilson Mendonça (Brazílie) |
| Crespo 31' Paz 58'      | (Report)[nedostupný zdroj] |           | Estadio Antonio V. Liberti, Buenos Aires diváci: 48 000 rozhodčí: Wilson Mendonça (Brazílie) |

| 20. července 1997 15:00 |                            |         |                                                                                       |
| Bolívie                 | 1 – 0                      | Uruguay | Estadio Hernando Siles, La Paz diváci: 27 874 rozhodčí: Arturo Brizio Carter (Mexiko) |
| Etcheverry 75'          | (Report)[nedostupný zdroj] |         | Estadio Hernando Siles, La Paz diváci: 27 874 rozhodčí: Arturo Brizio Carter (Mexiko) |

| 20. července 1997 15:30 |                            |         |                                                                                                   |
| Kolumbie                | 1 – 0                      | Ekvádor | Estadio Metropolitano, Barranquilla diváci: 35 000 rozhodčí: Márcio Rezende de Freitas (Brazílie) |
| De Ávila 83'            | (Report)[nedostupný zdroj] |         | Estadio Metropolitano, Barranquilla diváci: 35 000 rozhodčí: Márcio Rezende de Freitas (Brazílie) |

| 20. července 1997 20:30 |                            |              |                                                                                           |
| Chile                   | 2 – 1                      | Paraguay     | Estadio Nacional, Santiago de Chile diváci: 75 143 rozhodčí: Rafael Torrealba (Venezuela) |
| Zamorano 9' (pen.), 51' | (Report)[nedostupný zdroj] | Brizuela 61' | Estadio Nacional, Santiago de Chile diváci: 75 143 rozhodčí: Rafael Torrealba (Venezuela) |

### Kolo 15
| 20. srpna 1997 20:00 |                            |       |                                                                                             |
| Uruguay              | 1 – 0                      | Chile | Estadio Centenario, Montevideo diváci: 45 000 rozhodčí: Antônio Pereira Da Silva (Brazílie) |
| Otero 20'            | (Report)[nedostupný zdroj] |       | Estadio Centenario, Montevideo diváci: 45 000 rozhodčí: Antônio Pereira Da Silva (Brazílie) |

| 20. srpna 1997 21:00                    |                            |         |                                                                                                   |
| Kolumbie                                | 3 – 0                      | Bolívie | Estadio Metropolitano, Barranquilla diváci: 25 912 rozhodčí: Claudio Vinicius Cerdeira (Brazílie) |
| De Ávila 1' Valderrama 30' Asprilla 76' | (Report)[nedostupný zdroj] |         | Estadio Metropolitano, Barranquilla diváci: 25 912 rozhodčí: Claudio Vinicius Cerdeira (Brazílie) |

| 20. srpna 1997 11:30      |                            |          |                                                                                  |
| Ekvádor                   | 2 – 1                      | Paraguay | Estadio Olímpico Atahualpa, Quito rozhodčí: Rodrigo Badilla Sequeira (Kostarika) |
| Aguinaga 53' Graziani 72' | (Report)[nedostupný zdroj] | Báez 5'  | Estadio Olímpico Atahualpa, Quito rozhodčí: Rodrigo Badilla Sequeira (Kostarika) |

| 20. srpna 1997 18:00 |                            |                                     |                                                                                   |
| Venezuela            | 0 – 3                      | Peru                                | Estadio La Carolina, Barinas diváci: 10 000 rozhodčí: Peter Prendergast (Jamajka) |
|                      | (Report)[nedostupný zdroj] | Marengo 14' Julinho 54' Maestri 81' | Estadio La Carolina, Barinas diváci: 10 000 rozhodčí: Peter Prendergast (Jamajka) |

### Kolo 16
| 10. září 1997 18:00 |                            |                        |                                                                                                  |
| Chile               | 1 – 2                      | Argentina              | Estadio Nacional, Santiago de Chile diváci: 73 644 rozhodčí: Francisco Mourão Dacildo (Brazílie) |
| Salas 34'           | (Report)[nedostupný zdroj] | Gallardo 25' López 86' | Estadio Nacional, Santiago de Chile diváci: 73 644 rozhodčí: Francisco Mourão Dacildo (Brazílie) |

| 10. září 1997 20:00    |                            |            |                                                                           |
| Peru                   | 2 – 1                      | Uruguay    | Estadio Nacional, Lima diváci: 34 721 rozhodčí: Esfandiar Baharmast (USA) |
| Palacios 57' Carty 60' | (Report)[nedostupný zdroj] | Recoba 43' | Estadio Nacional, Lima diváci: 34 721 rozhodčí: Esfandiar Baharmast (USA) |

| 10. září 1997 21:00 |                            |           |                                                                                         |
| Kolumbie            | 1 – 0                      | Venezuela | Estadio Metropolitano, Barranquilla diváci: 35 000 rozhodčí: Carlos Pimentel (Brazílie) |
| Cabrera 68'         | (Report)[nedostupný zdroj] |           | Estadio Metropolitano, Barranquilla diváci: 35 000 rozhodčí: Carlos Pimentel (Brazílie) |

| 10. září 1997 21:00     |                            |            |                                                                                                   |
| Paraguay                | 2 – 1                      | Bolívie    | Estadio Defensores del Chaco, Asunción diváci: 40 341 rozhodčí: Benito Armando Archundia (Mexiko) |
| Benítez 26' Gamarra 37' | (Report)[nedostupný zdroj] | Suárez 58' | Estadio Defensores del Chaco, Asunción diváci: 40 341 rozhodčí: Benito Armando Archundia (Mexiko) |

### Kolo 17
| 12. října 1997 18:15 |                            |         | |
| Argentina            | 0 – 0                      | Uruguay | Estadio Antonio V. Liberti, Buenos Aires diváci: 52 000 rozhodčí: Claudio Vinicius Cerdeira (Brazílie) |
|                      | (Report)[nedostupný zdroj] |         | Estadio Antonio V. Liberti, Buenos Aires diváci: 52 000 rozhodčí: Claudio Vinicius Cerdeira (Brazílie) |

| 12. října 1997 21:00          |                            |      |                                                                                                   |
| Chile                         | 4 – 0                      | Peru | Estadio Nacional, Santiago de Chile diváci: 74 219 rozhodčí: Márcio Rezende de Freitas (Brazílie) |
| Salas 13', 82', 88' Reyes 58' | (Report)[nedostupný zdroj] |      | Estadio Nacional, Santiago de Chile diváci: 74 219 rozhodčí: Márcio Rezende de Freitas (Brazílie) |

| 12. října 1997 18:00 |                            |           |                                                                                           |
| Paraguay             | 1 – 0                      | Venezuela | Estadio Defensores del Chaco, Asunción diváci: 35 000 rozhodčí: Esfandiar Baharmast (USA) |
| Torres 68'           | (Report)[nedostupný zdroj] |           | Estadio Defensores del Chaco, Asunción diváci: 35 000 rozhodčí: Esfandiar Baharmast (USA) |

| 12. října 1997 16:00 |                            |         | |
| Ekvádor              | 1 – 0                      | Bolívie | Estadio Monumental Isidro Romaro Carbo, Guayaquil diváci: 14 568 rozhodčí: Arturo Brizio Carter (Mexiko) |
| Graziani 27'         | (Report)[nedostupný zdroj] |         | Estadio Monumental Isidro Romaro Carbo, Guayaquil diváci: 14 568 rozhodčí: Arturo Brizio Carter (Mexiko) |

### Kolo 18
| 16. listopadu 1997 19:10 |                            |                |                                                                                          |
| Argentina                | 1 – 1                      | Kolumbie       | La Bombonera, Buenos Aires diváci: 40 000 rozhodčí: Márcio Rezende de Freitas (Brazílie) |
| Cáceres 69'              | (Report)[nedostupný zdroj] | Valderrama 20' | La Bombonera, Buenos Aires diváci: 40 000 rozhodčí: Márcio Rezende de Freitas (Brazílie) |

| 16. listopadu 1997 17:00                      |                            |                       |                                                                                              |
| Uruguay                                       | 5 – 3                      | Ekvádor               | Estadio Domingo Burgueño, Maldonado diváci: 4 000 rozhodčí: Antonio Marrufo Mendoza (Mexiko) |
| Saralegui 3', 12' Abreu 48', 52' Aguilera 63' | (Report)[nedostupný zdroj] | Graziani 2', 59', 68' | Estadio Domingo Burgueño, Maldonado diváci: 4 000 rozhodčí: Antonio Marrufo Mendoza (Mexiko) |

| 16. listopadu 1997 15:00 |                            |          |                                                                                     |
| Peru                     | 1 – 0                      | Paraguay | Estadio Nacional, Lima diváci: 30 000 rozhodčí: Francisco Mourao Dacildo (Brazílie) |
| Soto 37'                 | (Report)[nedostupný zdroj] |          | Estadio Nacional, Lima diváci: 30 000 rozhodčí: Francisco Mourao Dacildo (Brazílie) |

| 16. listopadu 1997 17:00          |                            |         |                                                                                               |
| Chile                             | 3 – 0                      | Bolívie | Estadio Nacional, Santiago de Chile diváci: 74 777 rozhodčí: Wilson Mendonça Souza (Brazílie) |
| Barrera 23' Salas 40' Carreño 84' | (Report)[nedostupný zdroj] |         | Estadio Nacional, Santiago de Chile diváci: 74 777 rozhodčí: Wilson Mendonça Souza (Brazílie) |